# René Maran
Pour les articles homonymes, voir Maran.
René Maran, né à Fort-de-France (Martinique) le 5 novembre 1887 et mort à Paris le 9 mai 1960, est un écrivain français.
Il est lauréat du prix Goncourt en 1921 pour son roman Batouala, dont la préface dénonce la façon dont les territoires colonisés et leur population sont gérés. Le terme « anti-colonialisme » parfois utilisé à son propos est très peu usité à son époque et n'appartenait pas à son vocabulaire.
En 1953, l‘Académie française lui décerne le prix d'Aumale.

## Biographie

### Origines familiales et formation
Bien qu'officiellement né le 5 novembre 1887 à Fort-de-France, René Maran voit en réalité le jour sur le bateau amenant ses parents de la Guyane à la Martinique. Il est le fils de Herménégilde Léon Maran et de Marie Corina Lagrandeur, tous deux originaires de Guyane, et nés en 1865. 
Il est amené à vivre dès ses 7 ans à Bordeaux, lorsque ses parents partent pour le Gabon en 1894, où son père doit occuper un poste dans l'administration coloniale. Afin qu'il puisse réaliser de bonnes études, ces derniers le mettent en pension au « petit lycée » (classes primaires) de Talence.
En classe de sixième, il devient élève au lycée de Bordeaux (devenu lycée Montaigne), où il découvre Marc Aurèle avec son professeur de latin. Il côtoie Félix Éboué, son ainé de trois ans, boursier, arrivé à Bordeaux en 1901. Les deux camarades pratiquent le rugby au B.E.C. (Bordeaux Étudiants Club).
Le 18 juillet 1905, il obtient la première partie du baccalauréat lettres-latin avec la mention passable. Il n'est pas établi qu'il ait réussi la deuxième partie ni qu'il ait pu faire des études de droit à Bordeaux où il reste jusqu'en 1909, date à laquelle il part pour les colonies, pour y occuper un emploi administratif subalterne, faute d'être passé par l'École coloniale.
Il publie déjà à cette date dans la revue lilloise de Léon Bocquet, Le Beffroi.

### Carrière coloniale
En 1912, il entre dans l'administration coloniale, par la « petite porte ». Il est affecté comme agent de police à Bangui en Oubangui-Chari (Afrique-Équatoriale française, AEF). Souvent en conflit avec son administration, commis de quatrième classe, puis secrétaire de troisième classe, il est de plus en plus mal noté, considéré comme susceptible et procédurier. Ainsi, en 1916-1917, alors qu'il est « agent spécial chargé de la comptabilité » à Sibut, il demande au gouverneur de l'Oubangui-Chari une mutation qui lui est refusée au motif qu'il n'a pas respecté la voie hiérarchique.
À la suite d'accusations — qu'il conteste — de violences sur des indigènes lors d'une campagne prophylactique contre la maladie du sommeil dans la circonscription de Kémo-Gribingui, il fait l'objet d'un blâme de son administration, puis d'une condamnation à la peine de 50 francs d'amende avec sursis par le tribunal de première instance de Bangui. De retour à Paris à partir de 1919, il repart pour la région du lac Tchad en 1921. C'est là qu'il apprend avoir été consacré par le prix Goncourt à la fin de l'année 1921 pour son roman Batouala dont la préface dénonce, non le fait colonial, mais ce que Maran en regarde comme les abus ou dysfonctionnements, la façon dont les territoires colonisés et leur population sont gérés. En 1923, après plusieurs demandes infructueuses de rapatriement pour cause médicale, il démissionne de l'administration et décide de vivre de sa plume.
La carrière d'administrateur colonial continue d'inspirer l'écrivain qu'est devenu Maran. Le protagoniste du roman publié en 1947 Un homme comme les autres est par exemple un Martiniquais ayant fait ses études à Bordeaux avant de devenir administrateur colonial.

### Batouala
En Afrique, il écrit le roman Batouala, qui décrit la vie d'un village africain du point de vue du chef éponyme, encouragé par son ami Philéas Lebesgue qu'il vient rencontrer à Beauvais dès 1915. René Maran mit six ans à écrire son roman.
Dans la préface de ce roman, René Maran dénonce certains aspects de la colonisation, ce qui entraîne des controverses et lui vaut des inimitiés. Lorsque le prix Goncourt lui est décerné en 1921, il est le premier écrivain noir à recevoir ce prix.

### Écrivain et critique littéraire
Il met fin à sa carrière coloniale quelques années plus tard et continue celles d'écrivain et de journaliste littéraire et de radio à Paris où il résidera dorénavant. Il est aussi journaliste sportif. Durant la Seconde Guerre mondiale, il n'est pas inquiété par les autorités occupantes. Dans son œuvre romanesque inspirée par l'Afrique, il lui arrive de montrer les rapports parfois difficiles entre Noirs et Blancs, notamment le poids du racisme imposé par les institutions coloniales. Souvent écrivain animalier, il dénonce la cruauté des hommes envers les animaux. Très attaché à la France, Français patriote en dépit de certains griefs qu'il exprime dans sa correspondance avec Philéas Lebesgue, il écrit des biographies qui retracent la vie de « grands Français », notamment de ceux qui ont découvert les terres du futur Empire français. Dans sa correspondance, il cite souvent les trois plus grands amis qu'il admire : Félix Éboué, Philéas Lebesgue et Manoel Gahisto.
Dans les années 1930, René Maran fréquente le salon littéraire de Paulette Nardal où il rencontre Léopold Sédar Senghor, Aimé Césaire, Jean Price Mars. René Maran exprime des réserves sur le mouvement naissant de la négritude :

« Considéré par les Noirs comme un précurseur de la négritude, il avouait qu'il la comprenait mal et avait tendance à y voir un racisme plus qu'une nouvelle forme d'humanisme. Il se voulait, par-dessus tout et avec obstination, « un homme pareil aux autres ». »

— Lilyan Kesteloot.
À partir de 1934, il est le rédacteur en chef du bulletin d'information de l'agence métropolitaine de la presse d'outre-mer Métromer dont le directeur-fondateur est Augustin Azango. Ce bimensuel fait le lien entre la presse métropolitaine et celle d'outre-mer en fournissant, à l'une comme l'autre, des articles traitant « de près ou de loin [les] intérêts coloniaux » mais qui d'ordinaire ne traversent pas l'Atlantique. Il diffuse également la publicité d'entreprises métropolitaines désirant se développer en outre-mer.
René Maran est présent du 24 au 26 mai 1947 au premier congrès national de l'Union démocratique et socialiste de la Résistance et participe même aux débats. À cette occasion, cette fédération se mue en parti politique et René Pleven en devient le président.
En 1953, il reçoit de l'Académie française, conjointement avec Albert t'Serstevens, le prix d'Aumale.

### Poète
René Maran est réputé avoir recours à une poésie relativement classique par ses thèmes et par sa facture, utilisant par exemple les alexandrins,.

### Décès
René Maran meurt à Paris le 9 mai 1960. Il est enterré à Paris au cimetière du Montparnasse (11e division).

### Famille
Le 9 août 1927, René Maran épouse Camille Rosalie Berthelot,, couturière née le 19 novembre 1894 et morte le 7 mars 1977 à Paris.
En 1943, René et Camille Maran adoptent Paulette Cernard, qu'ils ont rencontrée en 1930 dans les Vosges.
En 1946, Paulette Cernard-Maran épouse Paul Michel, dont elle a deux enfants, Françoise (épouse Merle) et Bernard. Elle meurt le 5 décembre 2015.

## Œuvre
- La Maison du bonheur, Paris, Édition du Beffroi, 1909, 164 p. (BNF 30875370).
- La Vie intérieure : poèmes 1909-1912, Paris, Édition du Beffroi, 1912, 157 p. (BNF 30875372).
- Batouala : véritable roman nègre, Paris, Albin Michel, 1921, 169 p. (BNF 30875366, disponible sur Internet Archive)[28].
- Le Visage calme, Paris, Éditions du Monde nouveau, 1922, 87 p. (BNF 35575569).
- Le Petit Roi de Chimérie, Paris, Albin Michel, 1924, 237 p. (BNF 30875371).
- « André Lamandé », Revue bleue,‎ 20 novembre 1926, p. 688-690 (BNF 38676961).
- Djouma, chien de Brousse, Paris, Albin Michel, 1927, 253 p. (BNF 30875368).
- « Doppélé, nouvelle inédite », Candide,‎ 2 janvier 1930 (BNF 38678272).
- Le Cœur serré, Paris, Albin Michel, 1931, 253 p. (BNF 36566415).
  - Le Cœur serré, Bordeaux, Le Festin, 2001 (réédition), 186 p. (BNF 360622955).
- Asepsie noire !, Paris, Laboratoire Martinet, 1931, 45 p. (BNF 32415537).
- « Défense d'aimer », Feuillets littéraires, no 1,‎ 1932, p. 1-39 (BNF 32415568).
- Le Livre de la brousse, Paris, Albin Michel, 1934, 287 p. (BNF 32415554, disponible sur Internet Archive).
- Les Belles images : poèmes, Bordeaux, E. Delmas, 1935, 86 p. (BNF 32415542).
- Afrique Équatoriale Française, terres et races d'avenir  (ill. Paul Jouve), Paris, Imprimerie de Vaugirard, 1937, 83 p. (BNF 34199300).
- Livingstone et l'Exploration de l'Afrique, Paris, Gallimard, coll. « La découverte du monde », 1938, 276 p. (BNF 32415553).
- Bêtes de la brousse, Paris, Albin Michel, 1941, 253 p. (BNF 32415543).
- Brazza et la Fondation de l'A.E.F., Paris, Gallimard, coll. « La découverte du monde », 1941, 107 p. (BNF 32415546).
- Les Pionniers de l'Empire : Jean de Béthencourt. Anselme d'Isalguier. Binot le Paulmier de Gonneville. Jacques Cartier. Jean Parmentier. Nicolas Durand de Villegaignon. Jean Ribaut, t. I, Paris, Alibin Michel, 1943, 331 p. (BNF 34216754).
- Mbala, l'éléphant  (ill. André Collot), Paris, Arc-en-Ciel, 1943, 187 p. (BNF 32415560).
- Peine de cœur, Paris, S.P.L.E., coll. « Univers », 1944, 207 p. (BNF 32415549).
- Les Pionniers de l'Empire : Samuel Champlain. Belain d'Esnambuc. Robert Cavelier de la Salle, t. II, Paris, Alibin Michel, 1946, 413 p. (BNF 34203924).
- Un homme pareil aux autres  (ill. Andrée Corbin), Paris, Arc-en-Ciel, 1947, 248 p. (BNF 32415549).
- Elian-J. Finbert et René Maran (dir.) (ill. Andrée Corbin), Le Livre de la sagesse nègre, Paris, Robert Lafont, 1950, 109 p. (BNF 32415558).
- Savorgnan de Brazza, Paris, Editions du Daufin, 1951, 246 p. (BNF 36278070).
- Bacouya, le Cynocéphale, Paris, Albin Michel, 1953, 241 p. (BNF 37492670).
- Les Pionniers de l'Empire : André Brüe, Joseph-François Dupleix, René Madec, Pigneaux de Behain, t. III, Paris, Alibin Michel, 1955, 280 p. (BNF 32415565).
- Félix Éboué, grand commis et loyal serviteur, 1885-1944, Paris, Éditions Parisiennes, 1957, 128 p. (BNF 33089223).
- Le Livre du souvenir : poèmes, 1909-1957, Paris, Présence africaine, 1958, 143 p. (BNF 32415559).
- Bertrand Du Guesclin : L'épée du roi, Biographie, Paris, Albin Michel, 1960, 321 p. (BNF 33089221).

- Catalogue des livres de René Maran, 1971, 118 pages
- La bibliothèque municipale de Bordeaux possède en manuscrits[29] : la correspondance adressée à Charles Barrailley[30] ; des lettres autographes signées, 1922-1948 et œuvres, un poème autographe signé[31] ; une lettre autographe[32].

## Hommages
À l'occasion du centenaire de l'attribution du prix Goncourt et de la reparution (édition préparée et augmentée) de Batouala, la Bibliothèque nationale de France organise en partenariat avec l'Académie Goncourt, le 1er décembre 2021, un évènement commémoratif dans son grand auditorium. Le 19 novembre de la même année, le Conseil de Paris vote un vœu pour qu'un établissement culturel de la ville de Paris porte son nom.